# جان عزیز (فیلم)
جان عزیز (به انگلیسی: Dear John) نام یک فیلم رمانتیک-دراماتیک آمریکایی محصول سال ۲۰۱۰ می‌باشد. داستان فیلم اقتباسی از رمانی با همین نام، نوشته نیکولاس اسپارکس، منتشر شده در سال ۲۰۰۶ است. با وجود آنکه فیلم تنها ۷ هفته پس از انتشار فیلم آواتار معرفی شد، توانست به فروش قابل قبولی دست یابد. نسخه ویدئویی فیلم در ۲۵ مه ۲۰۱۰ بر روی دی‌وی‌دی و بلو ری توزیع شد.
در ابتدا توافقاتی با شرکت وارنر بروس برای توزیع فیلم صورت گرفته بود که این توافقات نهایی نشد و در نهایت دو شرکت آمریکایی و انگلیسی مسئولیت توزیع فیلم را در دست گرفتند.
سازندگان برای اینکه پایان خوش فیلم نمود بیشتری پیدا کند، ترجیح دادند تعدادی از آخرین صحنه‌های فیلم را متفاوت با کتاب برداشت کنند. از این‌رو انتقاداتی نسبت به وفادار نبودن سازندگان به داستان رمان اصلی وارد شده است.
نام فیلم، برگرفته از اصطلاح آمریکایی نامه جان عزیز Dear John Letter است. نامه خداحافظی و اعلام جدایی که زنان به شوهران و یا به دوست پسران خود بخصوص آنهایی که در حال خدمت در ارتش و دور از وطن هستند نوشته میشود مبنی بر اینکه رابطه آنها به پایان رسیده و آنها به مرد دیگری علاقه دارند.

## خلاصه داستان
جان برای تعطیلات به یک جزیره میرود و سعی میکند که دو هفته‌ای را با پدرش وقت بگذراند (البته رابطه جان با پدرش خیلی جالب نیست) او پس از مدتی با دختری به اسم ساوانا آشنا میشود، ساوانا دختری دبیرستانی است و کم کم عاشق او می‌شود اما برای اتمام ماموریتش مجبور است که دوباره به منطقه جنگی بازگردد. ساوانا که با اینکار مخالف است و تحمل دوری از جان را ندارد سعی می‌کند با گرفتن قولی از جان او را راهی منطقه کند به امید اینکه بعد از اتمام ماموریتش دوباره نزد او بازگردد...